# Wapen van Parrega

Wapen van Parrega

Het wapen van Parrega is het dorpswapen van het Nederlandse dorp Parrega, in de Friese gemeente Súdwest-Fryslân. Het wapen werd in de huidige vorm in 1969 geregistreerd.

## Geschiedenis
Het wapen is afkomstig van een windwijzer op het koor van de Sint-Johannes de Doperkerk van Parrega. Het voorkomen van een Friese adelaar in het wapen wordt in verband gebracht met de contacten die het dorp onderhield met de stad Workum. Ook in het wapen van Workum is deze adelaar terug te vinden. De vissen zouden verwijzen naar het belang van de visserij op het voormalige Parregaastermeer.

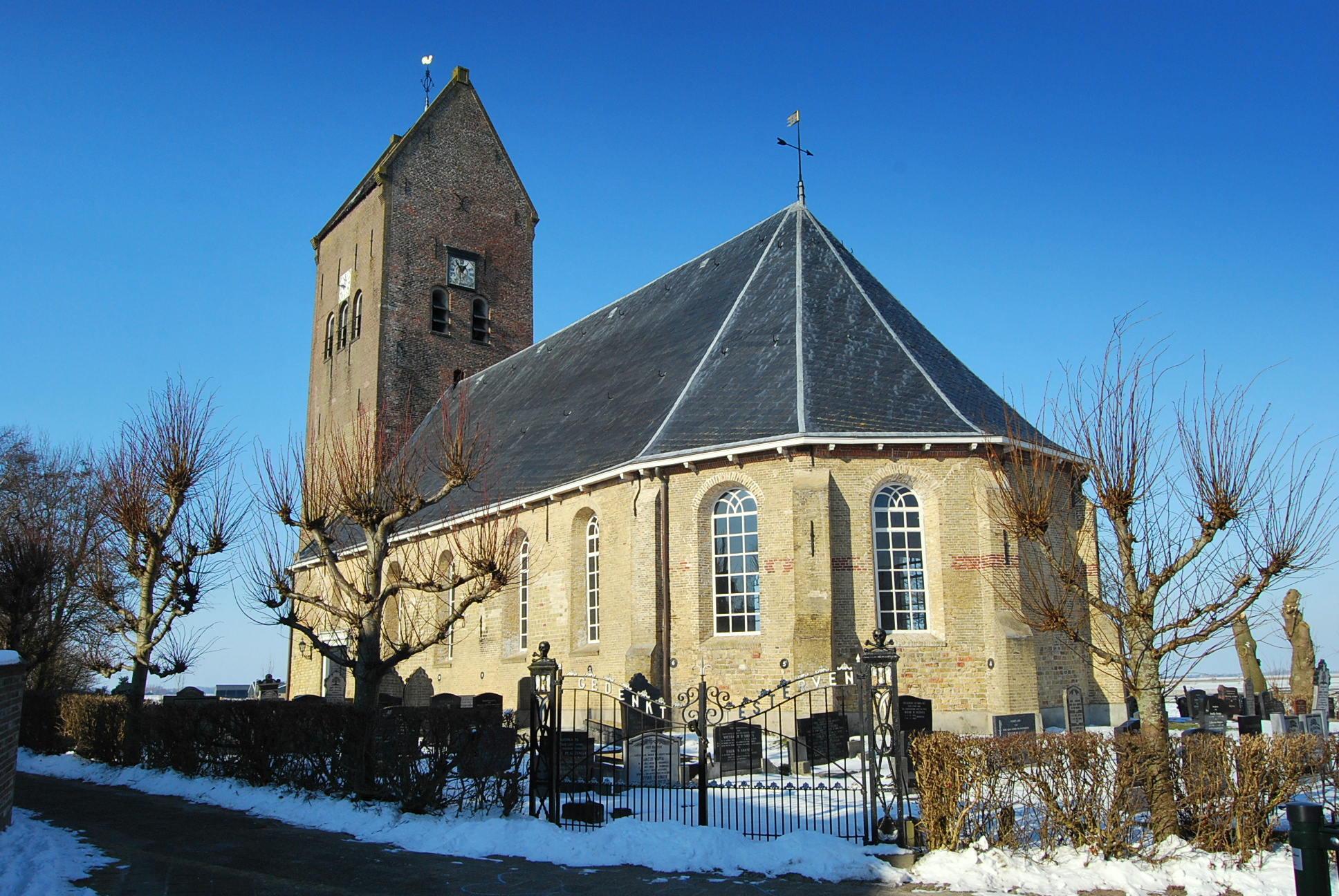
De Sint-Johannes de Doperkerk van Parrega.
De Friese Halve Adelaar.
Het wapen van Workum.

## Beschrijving
De blazoenering van het wapen in het Fries luidt als volgt:
Dield: 1. de Fryske earn ; 2. yn swart trije sulveren fisken mei reade boarst-, bûk- en rêchfin boppe inoarren.
De Nederlandse vertaling luidt als volgt: 
Gedeeld: 1. de Friese arend ; 2. in zwart drie zilveren vissen met rode borst-, buik- en rugvin boven elkaar.
De heraldische kleuren zijn: goud (goud), sabel (zwart), zilver (zilver) en keel (rood).

## Zie ook

Vlag van Parrega